# Osvaldo Escudero
Osvaldo Escudero (* 15. Oktober 1960 in Paso de los Libres) ist ein ehemaliger argentinischer Fußballspieler. Sein Sohn Damián Escudero ist ebenfalls ein Profifußballspieler.

## Karriere

### Vereine
Escudero begann seine Profilaufbahn 1978 beim argentinischen Erstligisten Chacarita Juniors. 1979 wechselte er zum CA Vélez Sarsfield. 1980 kehrte er zu Chacarita Juniors zurück. 1981 wechselte er zum Boca Juniors. Mit dem Verein wurde er 1981 argentinischer Meister (Metropolitana). Von 1982 bis 1985 war er bei Unión de Santa Fe unter Vertrag. Für Unión bestritt er insgesamt 137 Ligaspiele und schoss dabei 20 Tore. Von 1986 bis 1989 war er bei Rosario Central unter Vertrag. Mit dem Verein wurde er 1986/87 argentinischer Meister. Anschließend wechselte er jede Saison den Verein. Von 1989 bis 1994 war er außerdem noch bei den Vereinen Racing Club, Barcelona (Ecuador), Urawa Red Diamonds (Japan), Platense und Chaco For Ever unter Vertrag. 

### Nationalmannschaft
Bei der Junioren-Fußballweltmeisterschaft 1979, an der er mit Argentinien teilnahm, gewann die argentinische Mannschaft um spätere Weltklassespieler wie Diego Maradona, Gabriel Calderón und Ramón Díaz im Endspiel vor 52.000 Zuschauern im Olympiastadion Tokio mit 3:1 gegen die Sowjetunion und wurde erstmals Juniorenweltmeister.

## Erfolge

### Vereine
Boca Juniors
- Argentinischer Meister: 1981 (Metropolitana)

Rosario Central
- Argentinischer Meister: 1986/87

### Nationalmannschaft
- Junioren-Weltmeister: 1979